# 마르마리카

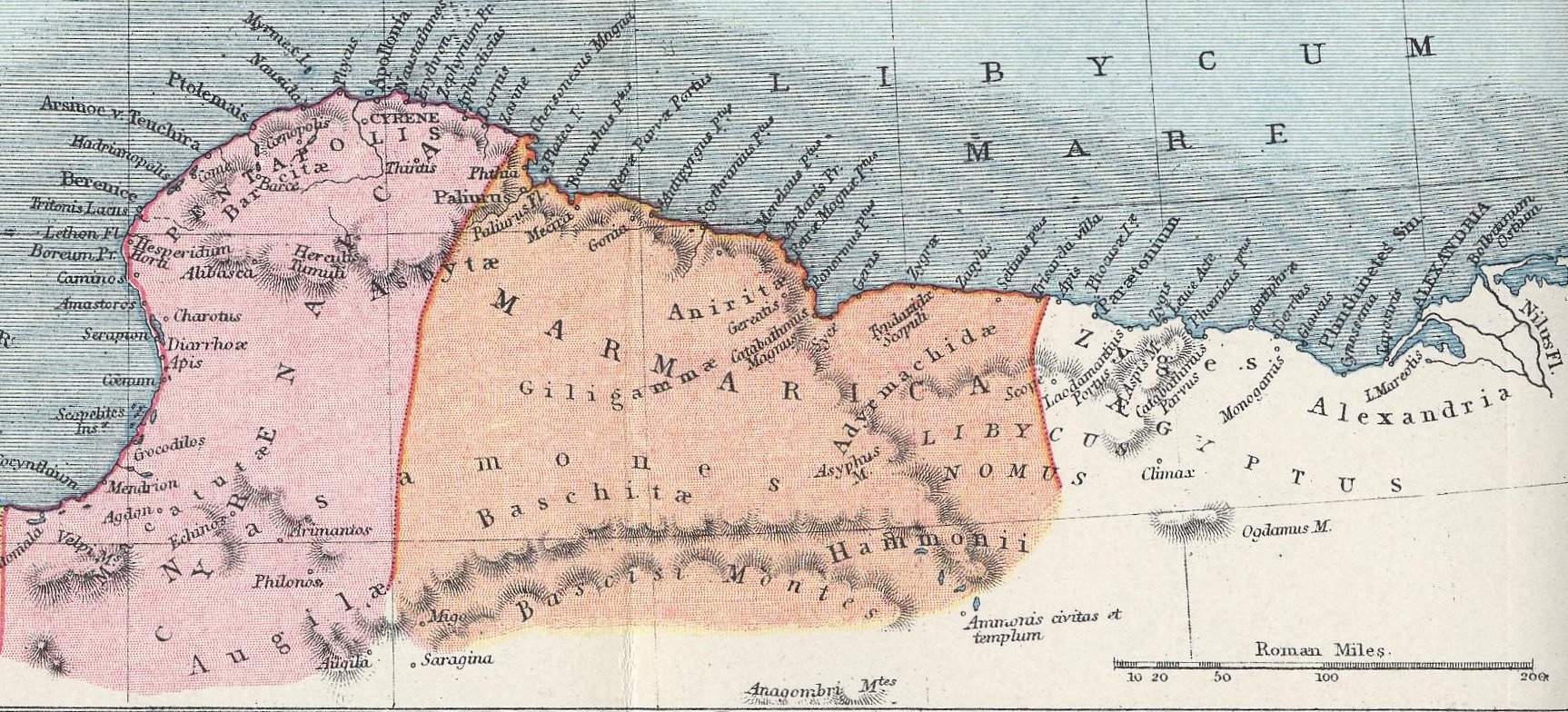
로마 시대 키레나이카와 마르마리카 지도 (새뮤얼 버틀러, 1907)

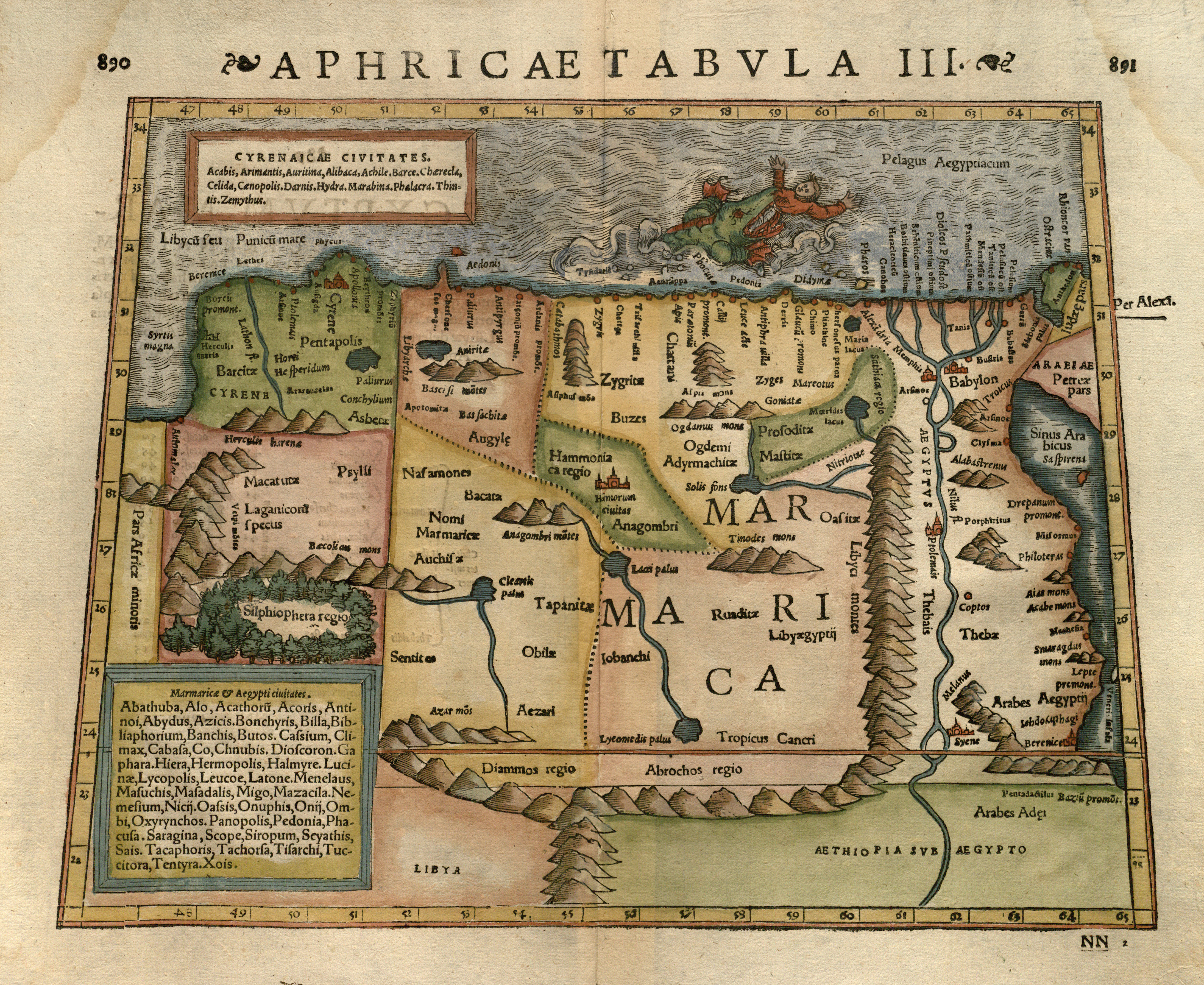
제바스티안 뮌스터의 Aphricae Tabula III, 1540년에 마르마리카를 묘사

마르마리카(고대 그리스어: Μαρμαρική, 아랍어: مراقيه)는 고대 지리학에서 고대 리비아의 해안 지역으로, 키레나이카와 아이깁투스 사이에 위치했다. 이 지역은 현재의 리비아와 이집트 국경에 해당하며, 봄바(고대 프티아), 티미미(고대 팔리우루스), 투브루크(고대 안티피르고스), 아크로마(고대 고니아), 바르디야, 아스-살룸, 시디바라니(고대 지그라) 등의 도시를 포함한다. 이 영토는 남쪽으로 멀리 뻗어 있었고, 당시 아문 신의 성역으로 알려진 시와 오아시스를 포함했다. 일부 지리학자들이 마르마리카와 아이깁투스 사이의 별도 구역으로 간주했던 마르마리카의 동부는 리비쿠스 노무스로 알려졌다. 고대 후기에 마르마리카는 리비아 인페리오르로도 알려졌고, 키레나이카는 리비아 수페리오르로 알려졌다.
리비아는 아프리카에 위치하며 나일강 서쪽, 더 정확히는 카노푸스의 나일강 하구 서쪽에 있다. 위 스킬락스 페리플루스는 아디르마키다이족을 리비아(아프리카)의 첫 번째 민족으로 언급한다.
마르마리카 본토는 동쪽으로 살룸에 있는 현재 아카바 엘-케비르로 알려진 카타바트무스 마그누스의 단애에 의해 경계가 정해졌다.
로마 제국 시대에 마르마리카는 카타바트무스와 플린티네 만(Sinus Plinthinetes) 사이에 위치한 리비쿠스 노무스를 포함했다. 이 지역은 이전에는 이집트의 일부로 간주되었다. 파라에토니움(Paraetonium, 암모니아라고도 불리며 현대의 메르사마트루흐)시는 이집트의 가장 서쪽 도시였으며, 이 때문에 펠루시움과 함께 "이집트의 뿔"로 알려졌다. 파라에토니움 서쪽으로 약 10 스타디아 떨어진 곳에는 아피스가 있었는데, 이는 리비아 노모스와의 경계를 나타냈다. 전통에 따라 메넬라오스가 건설했다고 알려진 메넬라우스 항구(현대 자위야트 움 루크바 근처)는 아게실라오스 2세가 죽은 곳으로 알려졌다.
마르마리카 주민들은 일반적으로 마르마리다이(Μαρμαρίδαι)로 알려졌으나, 해안 지역에서는 아디르마키다이(Ἀδυρμαχίδαι)와 길리가마이(Γιλιγάμμαι 및 Γιλιγάμβαι), 내륙에서는 나사모네스(Νασαμῶνες)와 아우길라에(Αὔγιλαι 및 Αὐγιλίται)라는 특별한 이름이 붙었다.
아디르마키다이족은 유목 민족과는 상당히 달랐으며 이집트인들과 매우 닮았다고 한다.
리비아 노모스 남쪽 지역은 암몬 신의 유명하고 비옥한 오아시스(시와)를 중심으로 암모니족(Ἀμμώνιοι)이 거주했다.
키레나이카와 마르마리카는 모두 4세기에 이집트 교구에 포함되었으며, 더 큰 동방 대관구 내에 있었다(반면 트리폴리타니아는 이탈리아 대관구에 있었다).

## 주교좌
교황청 연감에 명목상 교구로 등재된 로마 속주 마르마리카 또는 리비아 인페리오르의 고대 주교좌:
- 암모니아체
- 안티프라에 (드레시예 근처)
- 안티피르고스
- 다르니스
- 자길리스
- 지그리스

리비아 수페리오르의 주교좌는 키레나이카를 참조.

## 같이 보기
- 고대 북아프리카
- 부트난주
- 마트루주
- 리비아 사막